# 4-Хлориндолил-3-уксусная кислота
4-Хлориндолил-3-уксусная кислота (4-Сl-ИУК) органическое соединение, относится к гормонам растений. Является одним из ауксинов. Представляет собой хлорпроизводное самого распространенного ауксина — индолил-3-уксусной кислоты (ИУК). 4-Сl-ИУК содержится в семенах различных растений, особенно в бобовых, таких (горох и фасоль). Была высказана гипотеза, описывающая действие 4-хлориндолил-3-уксусной кислоты как «гормона смерти», который запускает гибель родительского растения при созревании семян за счет мобилизации питательных веществ и аттракции их к семени.